# Beastie Boys Video Anthology
Beastie Boys Video Anthology è una raccolta in formato DVD dei migliori videoclip dei Beastie Boys.

## Il disco
La raccolta contiene diciotto videoclip dei Beastie Boys ed un considerevole numero di extra, tra cui remix, diverse angolazioni dalle quali vedere i video, gallerie fotografiche e storyboard.
La raccolta è costituita da due CD, uno blu ed uno verde. In ognuno dei due CD, sono presenti nove video ed i rispettivi extra.

## Tracce
Disco 1
1. Intergalactic
2. Shake your Rump
3. Gratitude
4. Something's Got to Give
5. Sure Shot
6. Hey Ladies
7. Looking Down the Barrel of a Gun
8. Body Movin'
9. So What'cha Want

Disco 2
1. Sabotage
2. Shadrach
3. Three Mc's and One DJ
4. Ricky's Theme
5. Pass the Mic
6. Holy Snappers
7. Root Down
8. Netty's Girl
9. Alive

## Extra

### Disco 1
Intergalactic
- Nove angolazioni
- Tracce audio:
  - Album version + sound effects
  - Quattro remix
  - Versione a cappella
- Materiale aggiunto:
  - "The Robot vs. The Octopus Monster Saga"
  - Storyboard

Shake Your Rump
- Quattro angolazioni
- Tracce audio:
  - Video version
  - Tre remix
  - Versione a cappella

Gratitude
- Due angolazioni
- Materiale aggiunto:
  - Live version (diretta da Ari Marcopoulos)

Something's Got to Give
Sure Shot
- Due angolazioni
- Tracce audio:
  - Album version
  - Quattro remix
  - versione a cappella
- Materiale aggiunto:
  - Foto di Spike Jonze

Hey Ladies
- Tracce audio:
  - Album version
  - Quattro remix

Looking Down the Barrel Of A Gun
- Tracce audio:
  - Album version
  - Cinque remix

Body Movin
- Tracce audio:
  - Album version
  - Quattro remix, tra cui quello di Fatboy Slim con effetti sonori
- Materiale aggiunto:
  - Storyboard
  - Don't Lose Your Head
  - Director's Cut

So What'cha Want
- Tre angolazioni
- Tracce audio:
  - Album version
  - Tre remix
  - Versione a cappella

### Disco 2
Sabotage
- Quattro angolazioni
- Materiale aggiunto:
  - Ciao L.A. (intervista al cast)
  - Foto di Spike Jonze
  - Treatment 4/8/94

Shadrach
- Tre angolazioni
- Tracce audio:
  - Album version
  - Live version + quattro remix

Three MCs and One DJ
- Sei angolazioni

Ricky's Theme
- Materiale aggiunto:
  - Foto di Spike Jonze

Pass the mic
- Tracce audio:
  - Album version
  - Tre remix
  - Versione a cappella

Holy Snappers
- Materiale aggiunto:
  - Foto di Robin Moore

Root Down
- Tracce audio:
  - Album version
  - Due remix
  - Versione a cappella

Netty's Girl
- Materiale aggiunto:
  - Science

Alive
- Nove angolazioni
- Tracce audio:
  - Video version
  - Cinque remix
  - Versione a cappella

### Ulteriori extra
In entrambi i CD si possono vedere i video con il commento della band o del regista del video in questione. Ogni video ha la sua piccola fotogallery e la scheda con data delle riprese, location del video, regista e altro. È presente anche una sezione con siti internet non-profit.

## Registi
- Nathanial Hörnblowér
- Spike Jonze
- Ari Marcopoulos
- Adam Bernstein
- Evan Bernard
- Tamra Davis
- David Perez Shadi

## Principali autori dei remix
- Fatboy Slim
- Moby
- Soul Assassins
- Prunes